# Trélévern
Trélévern är en kommun i departementet Côtes-d'Armor i regionen Bretagne i nordvästra Frankrike. Kommunen ligger i kantonen Perros-Guirec som tillhör arrondissementet Lannion. År 2022 hade Trélévern 1 240 invånare.

## Befolkningsutveckling
Antalet invånare i kommunen Trélévern
Referens:INSEE